# スカパー・ウェルシンク
株式会社スカパー・ウェルシンク（SKY Perfect Well Think, Co. Ltd.）は、スカパーJSATの子会社、コンテンツ開発および投資事業を展開するための企画会社。
スカパー!やブロードバンド向けの新規コンテンツの開発、DVDなどのパッケージ権取得などにおいて、制作段階から関わる事によって、コンテンツの多展開・収益の拡大を図っていたが、後に既存出資作品の管理業務に特化するようになる。
これらの管理業務を統合効率化するため、2010年4月1日付でスカパーJSATに吸収合併された。

## 制作・出資参加コンテンツ

### アニメーション
- ウィッチブレイド
- 神様家族
- ギャグマンガ日和
- 銀牙伝説WEED
- 地獄少女
- 獣王星
- 僕等がいた
- まもって!ロリポップ
- 蟲師
- 働きマン
- のだめカンタービレ
- 地球へ…
- ロミオ×ジュリエット
- BLUE DRAGON
- デルトラクエスト
- RE-BORN
- 怪 〜ayakashi〜
- もやしもん
- 墓場鬼太郎
- ブラスレイター

### 映画
- 韓流シネマフェスティバル
- いちばんきれいな水
- コアラ課長
- 交渉人 真下正義
- こっくりさん
- 最終兵器彼女
- 天使の卵
- 東京フレンズ the movie
- トランスアメリカ
- ブラック・ジャック ふたりの黒い医者
- ブレイブ ストーリー
- やわらかい生活
- 容疑者 室井慎次
- シムソンズ
- テニスの王子様
- 水霊 ミズチ
- 青春漫画 僕らの恋愛シナリオ
- 親指さがし
- 出口のない海
- ヅラ刑事
- ただ、君を愛してる
- 虹の女神
- あるいは裏切りという名の犬
- 名犬ラッシー
- 子宮の記憶 ここにあなたがいる
- 素敵な夜、ボクにください
- あしたの私のつくり方
- 大帝の剣
- 恋しくて
- ゲゲゲの鬼太郎
- しゃべれどもしゃべれども
- アヒルと鴨のコインロッカー
- ブリッジ
- 河童のクゥと夏休み
- Little DJ〜小さな恋の物語
- ヒートアイランド
- 自虐の詩
- 黒帯

### ドラマ
- アストロ球団

### 雑誌
- WORLD SOCCER KING